# シュードオキシベロセラス
シュードオキシベロセラス（学名：Pseudoxybeloceras）は、後期白亜紀の海に生息していたディプロモセラス科ポリプチコセラス亜科に属する異常巻きアンモナイトの属。本項ではシュードオキシベロセラス属の亜属として扱われることもあるパラゾレノセラス属（Parasolenoceras）も紹介する。

## 特徴
ごく稀ではあるものの、大型のものでは殻の長さが40センチメートル前後にもなる。螺環の密着した平面螺旋を描く正常巻きアンモナイトと異なり、ポリプチコセラスやディプロモセラスと同様に棒状のシャフト部分とU字型のターン部分からなる殻を持つ。殻の表面には多数の細かい肋が存在し、成長段階後期では全ての肋の上に突起が発達する。なお突起の列の数は種によって異なる。

## 分類と進化史
本属には3つの亜属が属する。Ward & Mallory (1977)は螺環の巻き方と構造からシュードオキシベロセラス亜属とキフォセラス（Cyphoceras）亜属に分類することができるとした。Ifrim et.al. (2013)では、それまで独立属とされていたパラゾレノセラス属がシュードオキシベロセラス属の亜属として扱われた。
シュードオキシベロセラス亜属はチューロニアン期に同じくディプロモセラス科に属するネオクリオセラス属から、キフォセラス亜属はコニアシアン期あるいはサントニアン期にシュードオキシベロセラス亜属から枝分かれした。前者は日本を中心に出現した後に南西太平洋やアフリカへ分布を広げ、後者は主に北アメリカで進化を遂げた。後期カンパニアン期には、キフォセラス亜属からより小型のゾレノセラス属が出現した。
ただし松本ら(1986)によると、円形に螺旋を描くネオクリオセラス属よりもシャフト部とターブン部で構成されたシュルエテレラ属に近縁である可能性もある。

## 種
種名に注釈のないものはFossilworksに基づく。松本(1942)ではリュウガセラ属（Ryugasella）の種もシュードオキシベロセラス属に含まれているが、後の文献ではスカラリテス属から派生した独立属として扱われているため、ここでは除外した。
- Pseudoxybeloceras (Cyphoceras) lineatum
- Pseudoxybeloceras (Cyphoceras) nanaimoense

カナダのブリティッシュコロンビア州バンクーバー島トレント川で化石が産出し、1977年に記載された。
- Pseudoxybeloceras (Parasolenoceras) periodicum[11]
- Pseudoxybeloceras (Parasolenoceras) soyaense[11]
- Pseudoxybeloceras (Parasolenoceras) tomitai
- Pseudoxybeloceras (Parasolenoceras) interruptum
- Pseudoxybeloceras (Parasolenoceras) ribiraense

蝦夷層群乳呑川累層の上部カンパニアン階から産出し、2019年に記載された。発見地の里平にちなんで命名された。螺環断面はほぼ完全な円形で、表面には肋が斜めに走り、その上に2列の腹側突起が並んでいる。また、ある程度の間隔を開けて他よりも明瞭な肋が複数本確認でき、これは他のパラゾレノセラス（亜）属の種には見られない特徴である。
- Pseudoxybeloceras (Parasolenoceras) splendens
- Pseudoxybeloceras quadrispinosus
- Pseudoxybeloceras bicostatum
- Pseudoxybeloceras compressum
- Pseudoxybeloceras quadrinodosum

螺環断面は楕円形で、細肋上に4列の突起を持つ。ただし発見される化石は破損したものばかりで、全体の形状は明らかになっていない。北海道・樺太中部軸白亜系において後期浦河世（サントニアン）の途中で出現し、前期ヘトナイ世（カンパニアン）の末に消失している。

## 産地
産出地域には南極大陸、オーストリア、ベルギー、デンマーク、フランス、インド、日本、マダガスカル、メキシコ、ニュージーランド、ナイジェリア、南アフリカ共和国、イギリス、アメリカ合衆国がある。日本では和歌山県有田川町（外和泉層群）、北海道羽幌地域や里平地域（いずれも蝦夷層群）などで産出する。